# Amy Robinson
Amy Williams (también: Robinson) es un personaje ficticio de la serie de televisión australiana Neighbours, interpretada por la actriz Zoe Cramond desde el 2 de junio del 2015 hasta ahora. Anteriormente Amy fue interpretada por las actrices infantiles Sheridan Compagnino en 1992 y por Nicolette Minster en 1988. 

## Biografía
Cuando Nina Williams llega a Erinsborough en 1988 para una conferencia, trae consigo a su pequeña hija, Amy. Cuando Paul Robinson, descubre que Amy tiene tres años se da cuenta de que puede ser su padre y cuando confronta a Nina, esta le revela que si es el padre, luego de que quedara embarazada de él después de que se acostaran, Paul se enfurece y le reclama por no haberle dicho nada antes, Nina le explica que Amy es feliz y que se lleva bien con Bruce, el prometido de Nina.
Cuando la esposa de Paul, Gail Lewis habla con Nina le dice que Amy tiene el derecho de saber la verdad sobre su padre, antes de que se vaya Nina le dice a Paul que puede crear un fondo de ahorros para Amy y que lo mantendrá informado sobre ella, luego Amy le da un beso de despedida a Paul y se van.
Cuatro años más tarde en 1992 Paul visita a Amy en Nueva Zelanda y la regresa a Erinsborough, sin embargo la llegada de Amy molesta a la nueva esposa de Paul, Christina Alessi, a pesar de esto Amy comienza a llevarse bien con Caroline Alessi, la hermana de Christina. Poco después cuando Paul y Amy pelean luego de que su padre la metiera en la escuela local «Erinsborough Primary School», ella le dice a Caroline que nadie la quiete, pero Caroline le explica que no es verdad y que ahora todo es nuevo para ella pero que le gustará. A pesar de esto Amy huye y Paul accidentalmente la golpea con su coche lo que la deja inconsciente, rápidamente es llevada al hospital en donde se recupera.
Poco después Amy se hace amiga de Toby Mangel y juntos exploran una antigua casa que Paul estaba pensando en comprar, cuando regresa a casa Amy lleva consigo una granada que se había encontrado e intenta accionarla pero Toby cuando intenta quitársela ocasiona que el anillo se salga y Toby le grita a Doug Willis, quien toma la granada y la lanza al lago en donde explota. Más tarde Amy comienza a enamorarse de Toby, pero él le dice que no siente lo mismo, ambos intentan ganarse dinero limpiando autos pero esto no dura luego de que Christina le dijera a Amy que su madre quería que regresara a casa, Amy se despide y Paul, la lleva al aeropuerto.
En el 2015 Paul comienza a buscarla, luego de ser erróneamente diagnosticado con una enfermedad mortal. El 2 de junio de 2015 Amy reaparece cuando la asistente de Paul, Naomi Canning logra contactarla.